# هم‌چسبیده

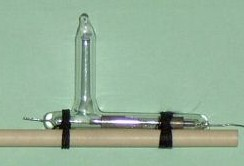
هم‌چسبیده با براده‌های فلزی توسط گولیلمو مارکونی طراحی شده‌است.

هم‌چسبیده (به انگلیسی: coherer) یک شکل ابتدایی از آشکارساز سیگنال‌های رادیویی بود که در اولین گیرنده‌های رادیویی در دوره تلگراف بی‌سیم در آغاز قرن بیستم مورد استفاده قرار گرفت. استفاده از آن در رادیو مبتنی بر یافته‌های ۱۸۹۰ فیزیکدان فرانسوی ادوار برانلی و تطبیق سایر فیزیکدانان و مخترعان طی ده سال بعد بود. این قطعه از یک لوله یا کپسول تشکیل شده‌است که حاوی دو الکترود است که در فاصله کمی با براده‌های فلزی سست در فضای مابین قرار دارند. هنگامی که یک سیگنال فرکانس رادیویی به دستگاه اعمال می‌شود، ذرات فلزی به هم می‌چسبند یا «هم‌چسبیده» می‌شوند، مقاومت بالای اولیه قطعه را کاهش می‌دهند، در نتیجه اجازه می‌دهد جریان مستقیم بسیار بیشتری از طریق آن جریان یابد. در یک گیرنده، جریان زنگ یا ضبط نوار کاغذ مورس را فعال می‌کند تا یک سیگنال دریافت شده را ضبط کند. پس از اتمام سیگنال (پالس)، براده‌های فلزی در هم‌چسبیده رسانا باقی ماندند به طوری که با ضربه زدن به آن با گیره‌ای که توسط یک الکترومغناطیس تحریک‌شده، هربار که سیگنال دریافت می‌شود، می‌بایست «ناهم‌چسبیده» شده در نتیجه هم‌چسبیده به حالت اولیه بازمی‌گردد. هم‌چسبیده‌ها تا حدود سال ۱۹۰۷، هنگامی که توسط الکترولیتی حساسیت بیشتر و آشکارساز کریستالی جایگزین شدند، در استفاده گسترده قرار داشتند.

## تاریخ
رفتار ذرات یا براده‌های فلزی در حضور الکتریسیته یا جرقه‌های الکتریکی قبل از مقاله ۱۸۹۰ ادوارد برانلی و حتی قبل از اثبات نظریه الکترومغناطیس در بسیاری از آزمایش‌ها مشاهده شده بود. در سال ۱۸۳۵، دانشمند سوئدی پیتر ساموئل مونک با وجود تخلیه جرقه از باتری لیدن، متوجه تغییر مقاومت در مخلوط براده‌های فلزی شد. در سال ۱۸۵۰، پیر گیتارت متوجه شد که وقتی گرد و غبار هوا باردار می‌شود، ذرات تمایل دارند به صورت رشته‌هایی جمع شوند. این ایده که ذرات می‌توانند در برابر الکتریسیته واکنش نشان دهند، در پل آذرخش ۱۸۶۶ مهندس ساموئل آلفرد والی، از آذرخش گیر متصل به خطوط تلگراف متشکل از یک تکه چوب با دو سنبله فلزی در یک محفظه استفاده شده‌است. فضای پر از کربن پودرشده بود که اجازه نمی‌دهد سیگنال‌های تلگراف ولتاژ پایین از آن عبور کنند، اما باعث اتصال و زمین‌کردن صاعقه‌ای با ولتاژ بالا می‌شود. در سال ۱۸۷۹، دانشمند ولزی دیوید ادوارد هیوز دریافت که اتصال‌های شل بین میله کربن و دو بلوک کربن و همچنین گرانول‌های فلزی در میکروفونی که در حال توسعه بود به جرقه‌های ایجاد شده در دستگاه مجاور واکنش می‌داد. تمیستوکل کالسکی انونستی در ایتالیا شروع به مطالعه تغییر غیرعادی در مقاومت رشته‌های نازک فلزی و ذرات فلزی در فرمو/مونته‌روبیانو کرد. وی دریافت که رشته‌های مس بین دو صفحه برنجی هنگامی که ولتاژ را بر روی آن‌ها اعمال می‌کند، به هم می‌چسبند و رسانا می‌شوند. وی همچنین دریافت که انواع دیگر براده‌های فلزی همان واکنش نسبت به جرقه‌های الکتریکی را دارند که می‌تواند در آذرخش گیرها استفاده شود. مقالات کالسکی انونستی در سال‌های ۱۸۸۴، ۱۸۸۵ و ۱۸۸۶ در ایل نوو چیمینتو منتشر شد.

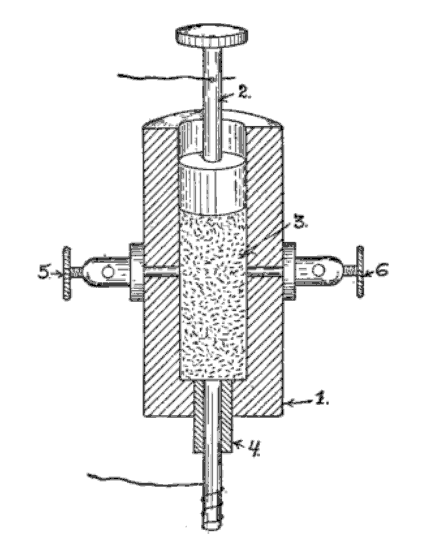
لوله مدار الکتریکی برانلی با براده آهن پر شده‌است (که بعداً «هم‌چسبیده» نامیده می‌شود)

## مطالعه بیشتر
- Phillips, Vivian J. (1980). Early Radio Wave Detectors. London: Inst. of Electrical Engineers. ISBN 0-906048-24-9.  Phillips, Vivian J. (1980). Early Radio Wave Detectors. London: Inst. of Electrical Engineers. ISBN 0-906048-24-9.  Phillips, Vivian J. (1980). Early Radio Wave Detectors. London: Inst. of Electrical Engineers. ISBN 0-906048-24-9.

- کاف، توماس مارک (1993). هم‌چسبیده، بازنگری. فیلادلفیا، پنسیلوانیا، دانشگاه معبد، پایان‌نامه کارشناسی ارشد. یک گزارش تاریخی فنی از کشف و پیشرفت هم‌چسبیده و رفتارهای هم‌چسبیده از دهه ۱۸۰۰ تا ۱۹۹۳، از جمله تحقیقات، در دهه ۱۹۵۰، استفاده از هم‌چسبیده در زمینه جدید و سپس رایانه‌های دیجیتال. این پایان‌نامه شباهت‌های موجود در بین هم‌چسبیده‌ها و آشکارسازهای الکترولیتی RF، دیودهای MOM (فلزی-اکسید-‌فلزی) مورد استفاده در هترودینگ لیزر و STM (میکروسکوپ اسکن تونلی) را بررسی کرده‌است.